# Rathaus Bensheim

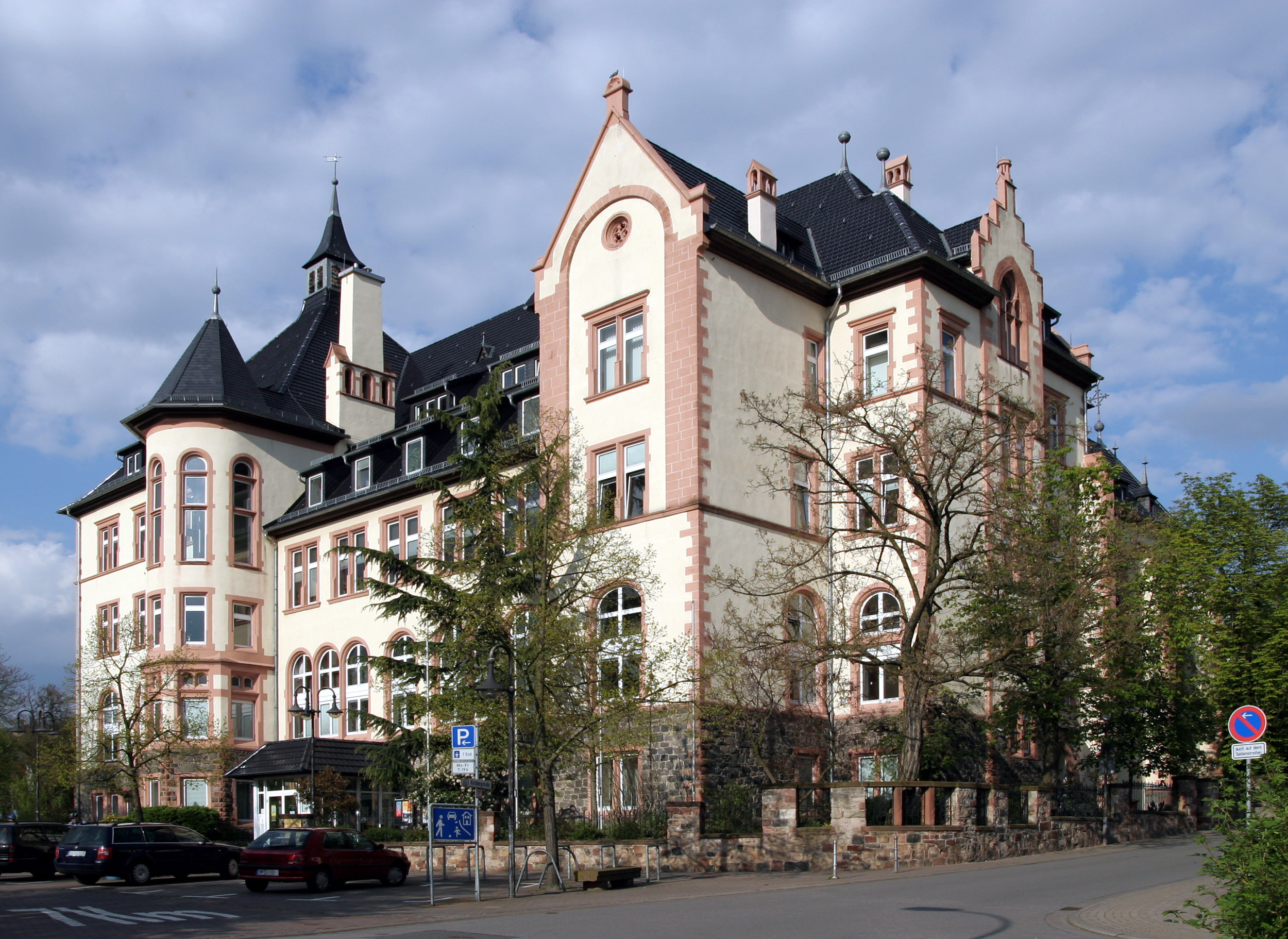
Das ehemalige Bischöfliche Konvikt: jetzt Rathaus der Stadt Bensheim

Das Rathaus der Stadt Bensheim befindet sich seit 1983 im ehemaligen Bischöflichen Konvikt. Dies ist ein unter Denkmalschutz stehendes Kulturdenkmal.

## Geschichtliches und Gegenwart

### Altes Rathaus

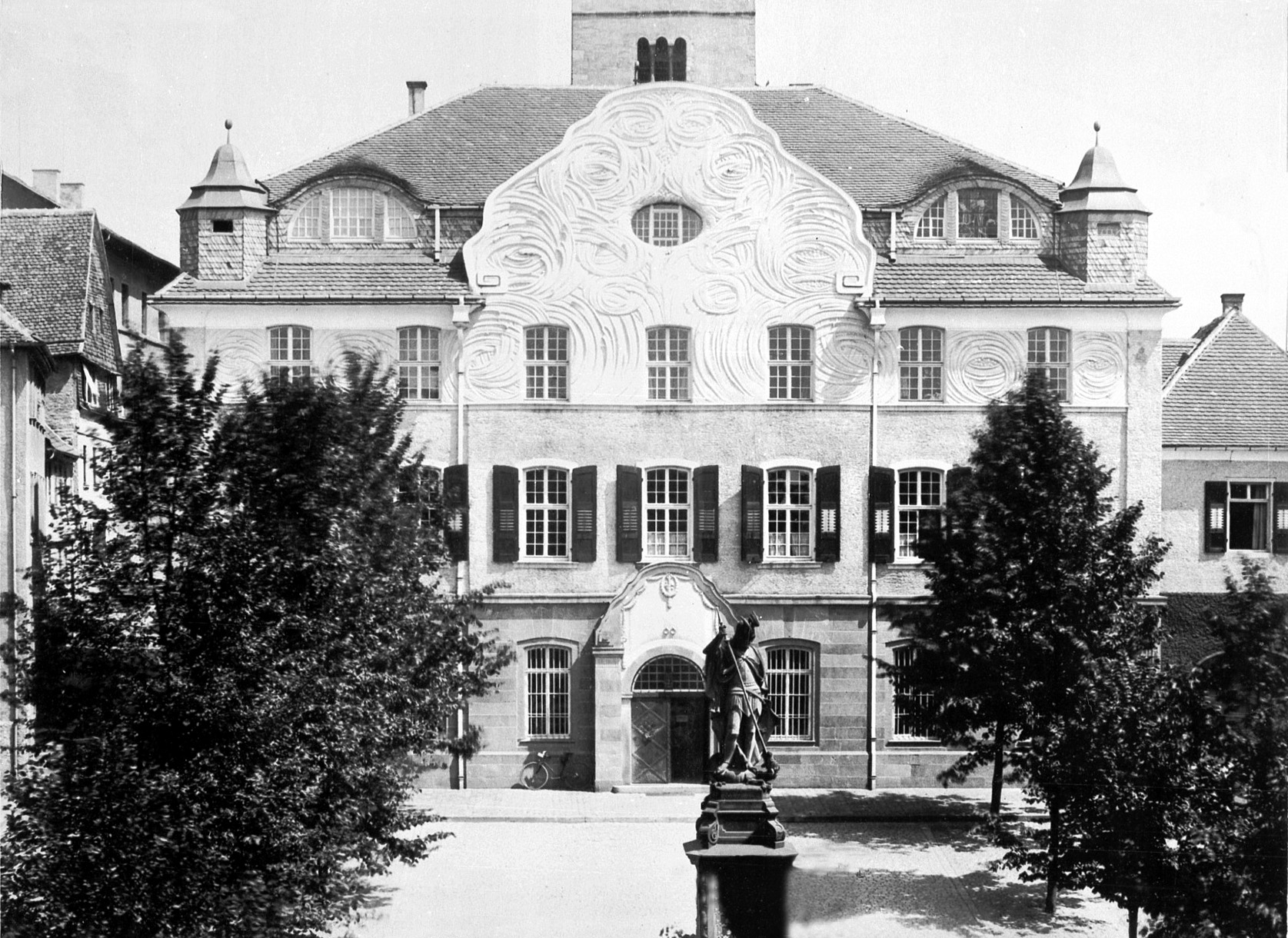
Das alte, von Heinrich Metzendorf erbaute, Rathaus im Jahr 1905

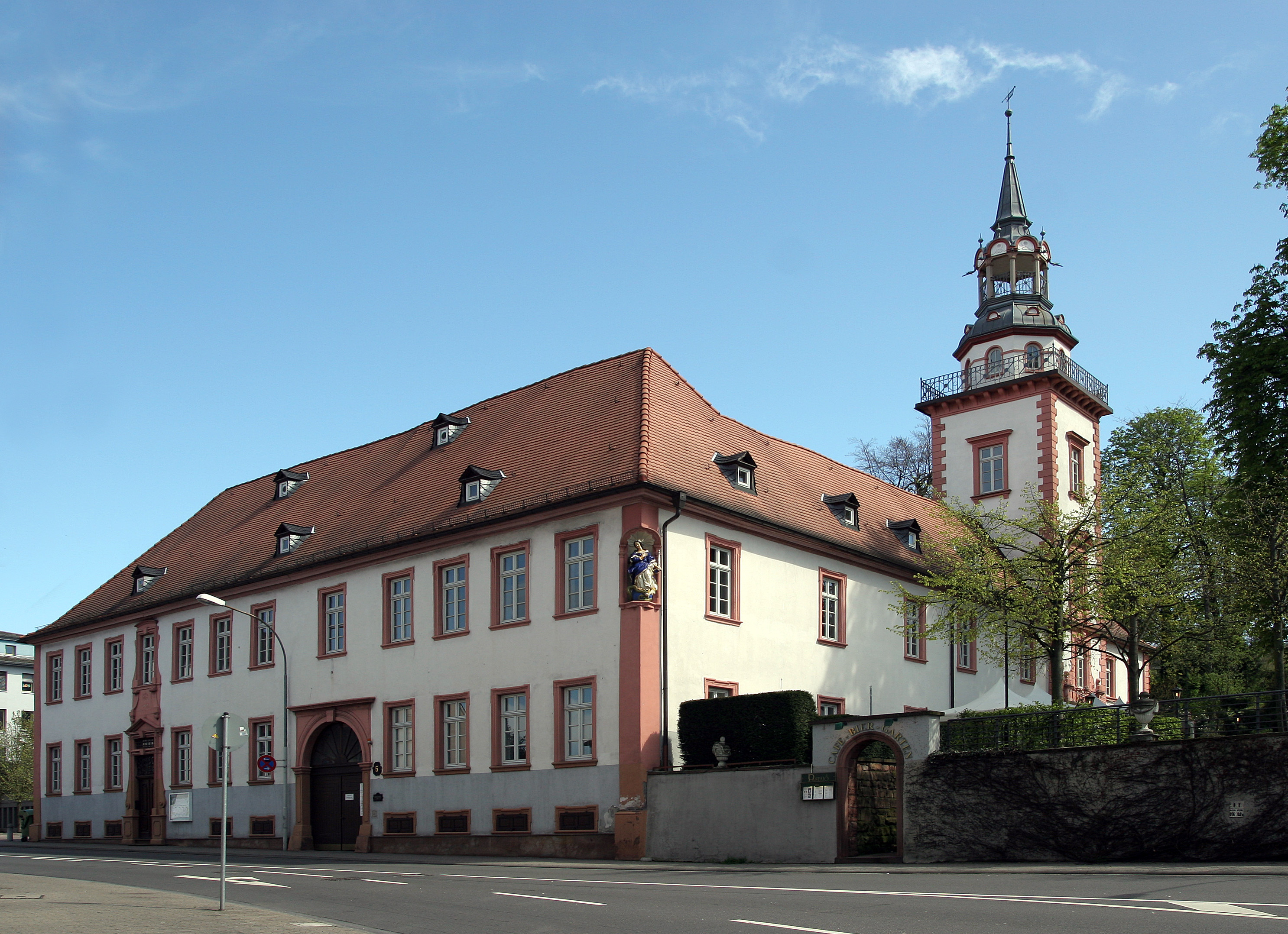
Der Rodensteiner Hof: von 1945 bis 1984 das Rathaus der Stadt Bensheim

Seit 1470 hat die Stadt Bensheim ein Rathaus. Das alte Rathaus befand sich am Marktplatz und wurde 1781/82 im Rahmen einer Verwaltungsreform in klassizistischem Stil umgebaut. 1903/04 wurde das ziemlich heruntergekommene Gebäude nach Plänen von Heinrich Metzendorf neu gestaltet. Es wurde im Zweiten Weltkrieg am 26. März 1945 zerstört und nicht wieder aufgebaut. 1953 wurden die Trümmer beseitigt und der freie Platz als Parkplatz genutzt. 1978/79 wurde dann an dieser Stelle das Haus am Markt errichtet.
Von 1945 bis 1984 war das Rathaus der Stadt Bensheim im Rodensteiner Hof untergebracht. Am 25. März 1984 wurde dann das ehemalige Bischöfliche Konvikt der Sitz des Bensheimer Rathauses.

### Ehemaliges Bischöfliches Konvikt
Der Gebäudekomplex des ehemaligen Bischöflichen Konvikts befindet sich nördlich vom Stadtzentrum an der Kreuzung Kirchbergstraße und Wilhelmstraße. Der Massivbau wurde 1899/1900 errichtet. Die Pläne dazu kamen von dem Mainzer Dombaumeister Ludwig Becker. Zuvor befand sich das Konvikt in der Darmstädter Straße 56.
Erst zehn Jahre nach der Fertigstellung wurde das Gebäude verputzt und die Innenräume ausgeschmückt. Die Ursache für die späte Fertigstellung waren die hohen Baukosten. Auf Druck des Nationalsozialisten wurde das Konvikt 1939 geschlossen und zum Lazarett umfunktioniert. Nach Ende des Zweiten Weltkriegs wurde es bis 1949 als Unterkunft für Displaced Persons genutzt. Anschließend wurde das Schülerheim St. Bonifatius im ehemaligen Bischöflichen Konvikt untergebracht. Es wurde 1981 aus Kostengründen vom Ordinariat geschlossen. Die Stadt Bensheim erwarb den Gebäudekomplex und führte umfangreiche Umbauten im Inneren durch, damit der größte Teil der Verwaltung der Stadt aus dem Rodensteiner Hof in das neue Rathaus ziehen konnte. Die ehemalige Kapelle wird jetzt als Sitzungssaal genutzt.

## Aufbau
Das Erdgeschoss besteht aus vermauertem Granit. Die drei Obergeschosse sind verputzt. Die Gebäudeecken sind mit versetzten Quadern versehen. Die Fenster im ersten Geschoss sind als Rundbogen ausgeführt. Bis auf wenige Ausnahmen, so zum Beispiel im Treppentürmchen, sind die Fenster sonst rechteckig. An der Nordseite ist ein pyramidales Dach mit quadratischem Turmaufsatz sowie ein polygonales Treppentürmchen mit Spitzhelm. Der südliche Gebäudeteil ist deutlich schmaler. Der Terrassenvorbau im Westen wurde 1982 aufgestockt und mit einem Pultdach geschlossen. Im Osten und Südwesten ist ein Risalit mit Satteldach. Im Osten des Gebäudes liegt die ehemalige Kapelle des Konviktes mit einem dreiseitigen Chor und Satteldach. Die Wände der Kapelle sind durch Strebepfeiler und zweibahnige Spitzbogenfenster gegliedert.